# Litofragma
Litofragma, naskalnik (Lithophragma (Nutt.) Torrey & A. Gray) – rodzaj roślin należący do rodziny skalnicowatych (Saxifragaceae Juss.). Obejmuje co najmniej 15 gatunków występujących naturalnie w północno-zachodniej części Ameryki Północnej.

## Systematyka
Pozycja i podział rodziny według Angiosperm Phylogeny Website (aktualizowany system APG III z 2009)
Skalnicowate tworzą grupę siostrzaną dla rodziny agrestowate (Grossulariaceae DC.), wraz z którą wchodzą w skład rzędu skalnicowców (Saxifragales Dumort.).
Pozycja rodziny według systemu Reveala (1994-1999)
Gromada okrytonasienne (Magnoliophyta Cronquist), podgromada Magnoliophytina Frohne & U. Jensen ex Reveal, klasa Rosopsida Batsch, podklasa różowe (Rosidae Takht.), nadrząd Saxifraganae Reveal, rząd skalnicowce (Saxifragales Dumort.), podrząd Saxifragineae Engl., rodzina skalnicowate (Saxifragaceae Juss.)
Wykaz gatunków
| - Lithophragma affine A. Gray - Lithophragma bolanderi A. Gray - Lithophragma brevilobum Rydb. - Lithophragma bulbiferum Rydb. - Lithophragma campanulatum Howell - Lithophragma cymbalaria Torr. & A. Gray - Lithophragma glabrum Nutt. - Lithophragma heterophyllum (Hook. & Arn.) Hook. & Arn. | - Lithophragma maximum Bacig. - Lithophragma parviflorum (Hook.) Nutt. – litofragma drobnokwiatowa - Lithophragma rupicola Greene - Lithophragma scabrellum (Greene) Greene - Lithophragma tenellum Nutt. - Lithophragma trifoliatum Eastw. - Lithophragma tripartitum (Greene) Greene |